# Oides flavolimbata
Oides flavolimbata là một loài bọ cánh cứng trong họ Chrysomelidae. Loài này được Tryon miêu tả khoa học năm 1892.